# 중앙유럽과 동유럽
중앙유럽과 동유럽(Central and Eastern Europe)은 북동유럽(주로 발트해 연안), 중앙유럽, 동유럽, 동남유럽(주로 발칸반도) 국가들을 포괄하는 지정학적 용어로, 주로 유럽의 동구권과 바르샤바 조약의 옛 공산주의 국가들을 의미하며, 구 유고슬라비아 출신도 마찬가지다. 학술 문헌에서는 이 용어에 CEE 또는 CEEC라는 약어를 사용한다. 경제협력개발기구(OECD)에서는 일부 국가로 구성된 그룹을 지칭하기 위해 "중앙유럽 및 동유럽 국가"(CEEC)라는 용어를 사용하기도 한다. 이 용어는 보다 중립적인 그룹화를 위해 "동유럽"이라는 용어 대신 사용되기도 한다.

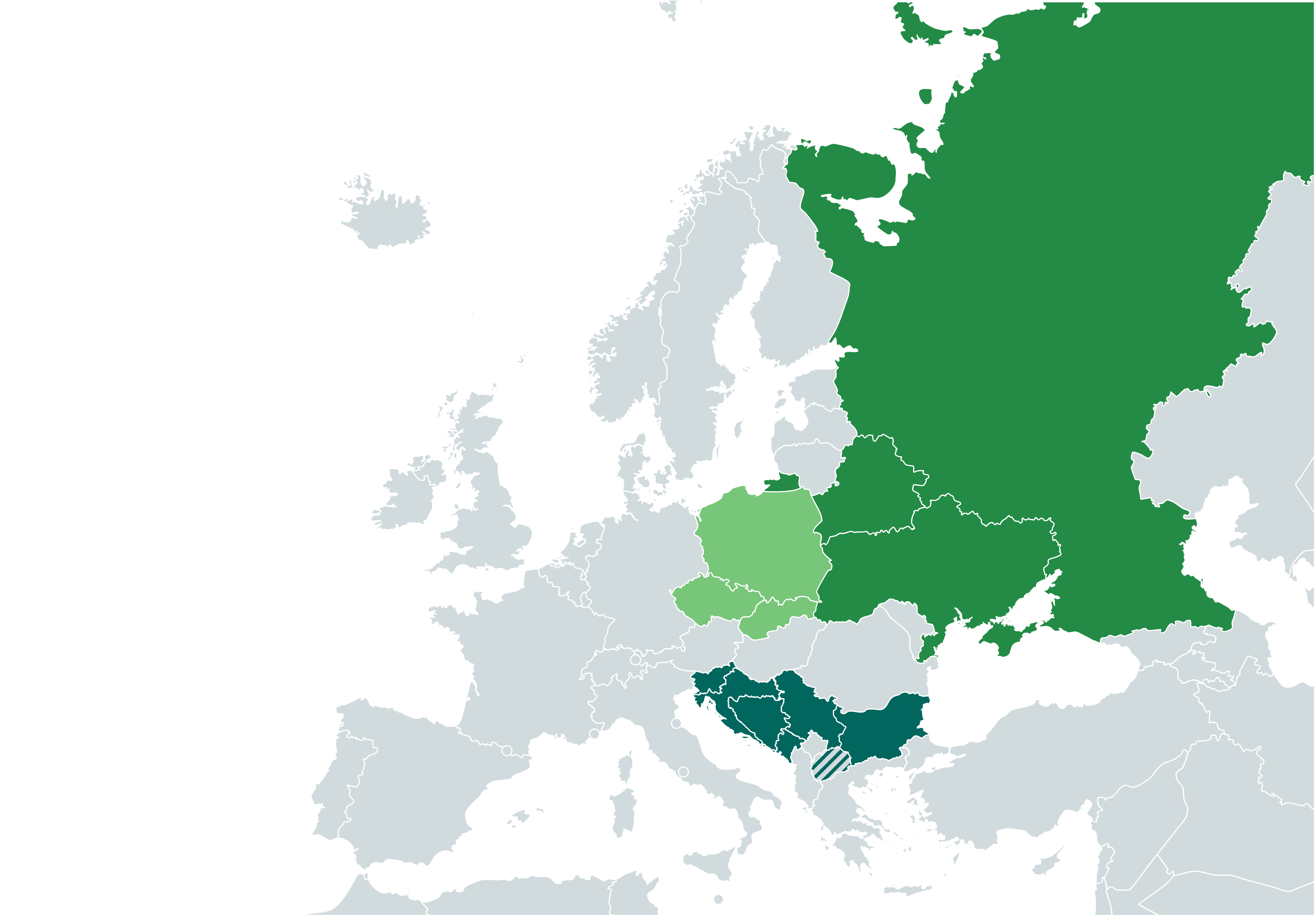
슬라브어파의 지도

|  |  |

## 같이 보기
- 발트 3국
- 캅카스
- 중앙유럽
- 동유럽
- 동유럽 지역 그룹
- 동방 파트너십
- 유럽 연합
- 동남유럽
- 비셰그라드 그룹